# Hoàng Khải
Hoàng Khải (sinh năm 1964 tại Hà Nội) là một doanh nhân người Việt Nam. Ông là chủ tịch Tập đoàn Khải Silk, một công ty từng dính vào vụ bê bối đưa sản phẩm tơ lụa Trung Quốc vào thị trường Việt Nam, song được che đậy bằng danh nghĩa "mang sản phẩm tơ lụa Việt Nam ra quốc tế." Trước khi vụ việc bị phanh phui, ông được báo mạng VnExpress chọn là một trong "50 người tiên phong 2012."
Năm 2017, sau khi bị phát giác ngụy tạo nhãn mác tơ lụa, Hoàng Khải thừa nhận trong 30 năm ông đã bán khăn lụa nhập từ Trung Quốc.

## Tiểu sử
Hoàng Khải là con trai cả trong gia đình ba anh em trai tại phố Hàng Gai, ban đầu có cửa hàng thêu, sau đó chuyển việc kinh doanh sang cửa hàng chuyên bán hàng lưu niệm làm từ tơ lụa cho khách du lịch khi đến Hà Nội.

## Sự nghiệp
Năm 25 tuổi, Hoàng Khải quyết định bỏ học Nhạc viện và thành lập cửa hàng Khải Silk đầu tiên trên phố Hàng Gai. Định hình sản phẩm theo phân khúc cao cấp, những sản phẩm của Khải Silk được quảng bá là đều do chính Hoàng Khải thiết kế và thuê gia công từ làng lụa Vạn Phúc hoặc Đà Nẵng. Khải Silk thành công kéo theo sự phát triển khu phố Hàng Gai, Hàng Bông thành nơi tập trung nhiều cửa hàng lưu niệm tơ lụa tại Hà Nội.
Ngoài việc phát triển chuỗi cửa hàng độc lập, Hoàng Khải còn mở thêm các cửa hàng trưng bày và bán sản phẩm tại các khách sạn 5 sao. Hiện công ty Khải Silk có bảy cửa hàng lớn nằm tại khách sạn Mariott, Intercontinental, Legend, Sài Gòn và Hà Nội.
Khi thành công trên thị trường tơ lụa, Hoàng Khải đầu tư vào bất động sản và nhà hàng cao cấp tại Thành phố Hồ Chí Minh, như Au Menoir de Khai, Ming Dynasty, Nam Phan chuyên ẩm thực Việt Nam; Cham Charm, Trois Pommes chuyên ẩm thực Pháp; Tao lI chuyên về hải sản; London Steak House, Khai's Brothers và That's Café.
Ngoài ra tập đoàn Khải Silk còn khai thác TajmaSago, một biệt thự trị giá 15 triệu đô la Mỹ lấy cảm hứng từ ngôi đền Taj Mahal của Ấn Độ tại khu đô thị Phú Mỹ Hưng làm khu nghỉ mát và một trung tâm thương mại cao cấp có tên Saigon Paragon, trị giá 35 triệu đô la Mỹ khai trương vào tháng 7 năm 2009. TajmaSago và Cham Charm được Hoàng Khải thuê lại từ Công ty liên doanh Phú Mỹ Hưng, hiện được quản lý bởi Tập đoàn Chloe Hospitality.
Từ năm 2015, Hoàng Khải là đại sứ của tổ chức bảo vệ động vật hoang dã toàn cầu WildAid, chi nhánh Việt Nam.

## Vụ bê bối dán nhãn hàng Việt Nam và giả mạo chất lượng
Năm 2017, sau khi một khách hàng phát hiện và tố giác khăn của công ty Khải Silk có hai nhãn mác, Hoàng Khải đã thừa nhận bán khăn lụa nhập từ Trung Quốc nhưng giả nhãn mác Việt Nam từ giữa những năm 1990 khi ngành sản xuất tơ lụa Việt Nam suy thoái.
Bộ Công Thương Việt Nam đã chuyển hồ sơ vụ việc này sang Công an thành phố Hà Nội vào ngày 30 tháng 10 năm 2017. Sau đó tại buổi họp báo thường kỳ của Chính phủ Việt Nam vào tháng 5 năm 2019, Thứ trưởng Bộ Công Thương Đỗ Thắng Hải cho biết, đã có kiểm tra liên ngành gồm nhiều bộ, ngành cơ quan, mở rộng ra trên phạm vi toàn quốc, trên toàn bộ hệ thống của Khải Silk. Kết quả là có rất nhiều sản phẩm vi phạm tương tự, tức là giả mạo xuất xứ và một số mẫu sản phẩm của công ty hoàn toàn không có thành phần silk (lụa), trái ngược so với thông tin công bố trên nhãn hàng hóa, là "100% silk".
Từ ngày 14 tháng 12 năm 2017, Hoàng Khải không còn là người đại diện pháp luật của Khải Silk, mặc dù vẫn sở hữu 99% cổ phần công ty Khải Đức, vốn là một "doanh nghiệp hạt nhân chi phối lĩnh vực lụa và chuỗi nhà hàng cao cấp của hệ thống Tập đoàn Khải Silk."